# بي سي 100

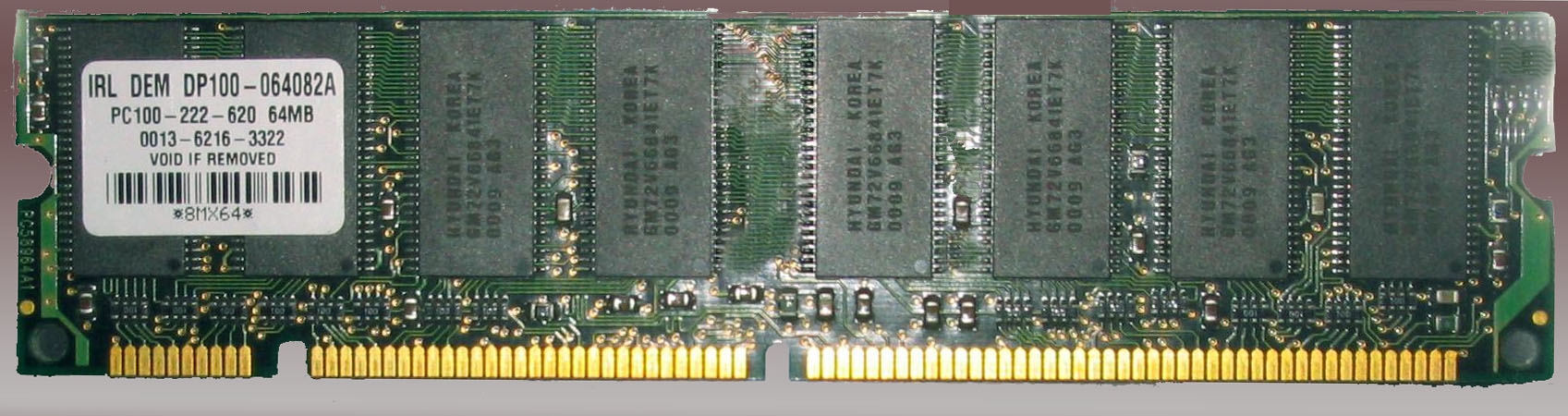
موديل DIMM: 168 سن وشقين.

بي سي 100 (PC100) هو معيار ذاكرة الوصول العشوائي الداخلية والقابلة للإزالة في الحاسوب الذي حددتة جمعية تكنولوجيا الحالة الصلبة. ويقصد بها تزامن عمل SDRAM بمعدل 100 ميجاهيرتز, على ناقل 64-بت، وبجهد كهربائي مقدارة 3.3 فولت. ويتوافق البي سي 100 مع بي سي 66.
صنع المودل من شريح SDRAM 100ميجاهيرتز وليس بالضرورة انها تستطيع العمل بمعدل 100ميجاهيرتز. معيا بي سي 100 يحدد قدرات الذاكرة ككل. ويستخدم في أجهزة الحاسوب القديمة، أجهزة سنة 2000 كانت الأكثر استخداما لها.

## أنظر أيضاَ
- بي سي 66
- بي سي 133
- بي سي 1600
- بي سي 2100
- بي سي 2700
- بي سي 3200
- DRAM
- SDRAM
- DDR SDRAM
- DIMM
- SO-DIMM